# Газела на Грант
Газелата на Грант (Gazella granti) е вид газела от семейство Кухороги (Bovidae). Мъжката газела на Грант отбранява дръзко територия, обхващаща от 500 m до 2 km в диаметър, където живее неговият харем. Той напада веднага всеки мъжки, който е влязъл в неговия периметър. Двете газели в продължение на 10-20 минути блъскат челата си и рогата им се заплитат, като понякога дори е трудно да се освободят.
Малкото на газелата на Грант е в състояние да се изправи на крака 20 минути след раждането. 40 минути по-късно то напуска мястото, където е видяло бял свят, и се скрива в тревата, а майката го следва, за да го накърми незабавно.
Как да ги разпознаем? От 73 вида антилопи, населяващи Африка, 11 се наричат газели.
Те не са най-дребните видове, но поразяват с хармонията на пропорциите си, с естествената си елегантност, както и с оцветяването на тялото: отгоре в ръждиво, а отдолу — в бяло. Характерните белези, които ни помагат да различим тези животни, се отнасят най-вече до ръста, формата и дължината на рогата, а освен това се наблюдават и няколко тъмни или светли обозначения по козината.
Разпространението им също ни помага да ги различим. Газелата на Грант се среща в Сомалия, Етиопия, Кения, в Северна Танзания и в Уганда.